# Free Solo
Free Solo es un documental estadounidense de 2018 dirigido por Elizabeth Chai Vasarhelyi y Jimmy Chin. Este describe al escalador Alex Honnold, en su búsqueda para realizar una escalada en solitario libre de El Capitán en junio de 2017. El filme se estrenó en el Festival de Cine de Telluride el 31 de agosto de 2018 y también se proyectó en el Festival Internacional de Cine de Toronto 2018, donde ganó el Premio People's Choice: Documentales. Fue estrenado en los Estados Unidos el 28 de septiembre de 2018, recibió críticas positivas de los críticos y recaudó más de 28 millones de dólares. La película recibió numerosos reconocimientos, incluido el Premio a Mejor largometraje documental en la 91.ª edición de los Premios de la Academia.

## Producción
La película dedica algo de tiempo a documentar el propio proceso de producción, con el director Jimmy Chin y su equipo de cámara (todos ellos escaladores experimentados) discutiendo el desafío de no poner en peligro al escalador Alex Honnold distrayéndolo o presionándolo para que intente escalar. Según la directora Elizabeth Chai Vasarhelyi esto se resolvió con mucha práctica y entrenamientos extendidos.
Uno de los problemas más difíciles fue obtener el sonido de Honnold, quien a menudo estaba demasiado lejos de la cámara para usar micrófonos inalámbricos. Mientras tanto, el cableado del micrófono no podría interferir con su escalada, y cualquier grabador en su cuerpo tendría que soportar los rigores de la escalada. Para resolver el problema, recurrieron al sonidista Jim Hurst, quien también era escalador. Él  diseñó un dispositivo de grabación especial e hicieron que Honnold lo llevara dentro de su bolsa de tiza. Este dispositivo podía transmitir una señal a la cámara, pero también grababa en forma autónoma cuando estaba fuera del alcance de los receptores. 
La película fue realizada por National Geographic Partners, que en el momento del lanzamiento de la película era propiedad mayoritaria de 21st Century Fox y el resto era propiedad de la National Geographic Society.

## Recepción
Free Solo recibió reseñas positivas de parte de la crítica y de la audiencia. En el sitio web especializado Rotten Tomatoes, la película posee una aprobación de 98%, basada en 160 reseñas, con una calificación de 8.2/10, mientras que de parte de la audiencia tiene una aprobación de 93%, basada en más de 2500 votos, con una calificación de 4.4/5.
El sitio web Metacritic le dio a la película una puntuación de 83 de 100, basada en 25 reseñas, indicando "aclamación universal". En el sitio IMDb los usuarios le asignaron una calificación de 8.1/10, sobre la base de 69 014 votos. En la página web FilmAffinity la cinta tiene una calificación de 7.4/10, basada en 5219 votos.